# Cizer
Cizer is een Roemeense gemeente in het district Sălaj.

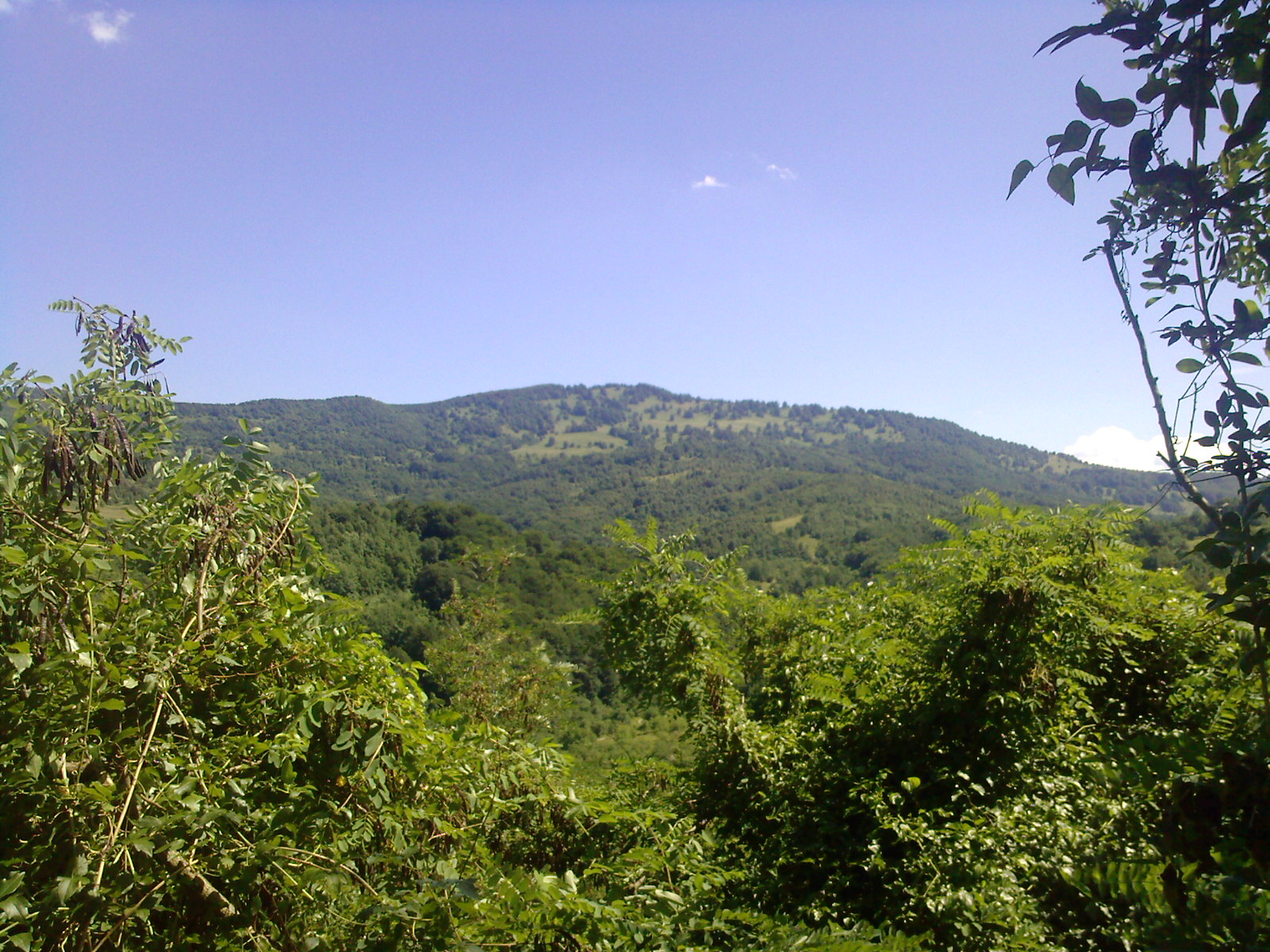
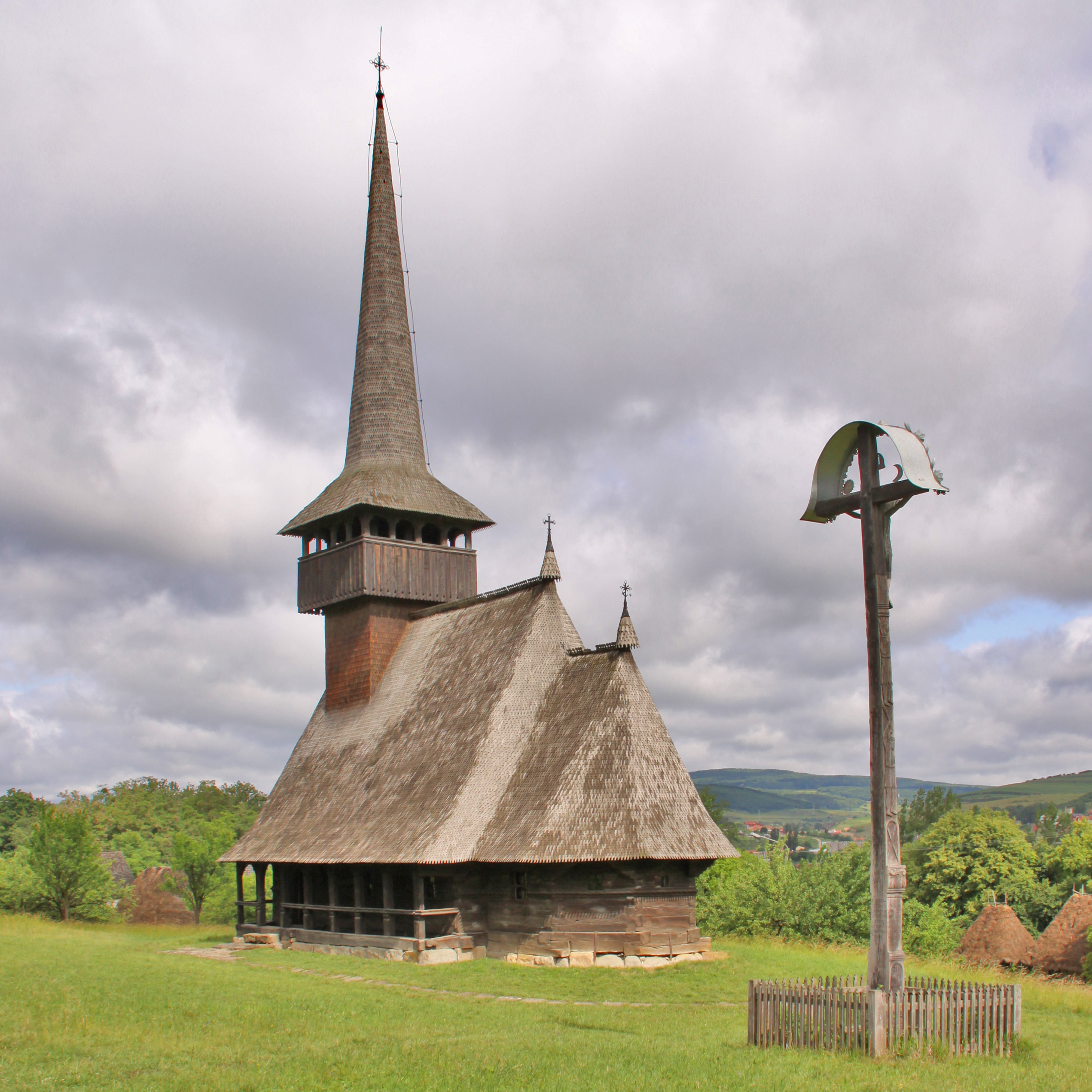

Cizer telt 2441 inwoners.